# Paolo Lorenzani

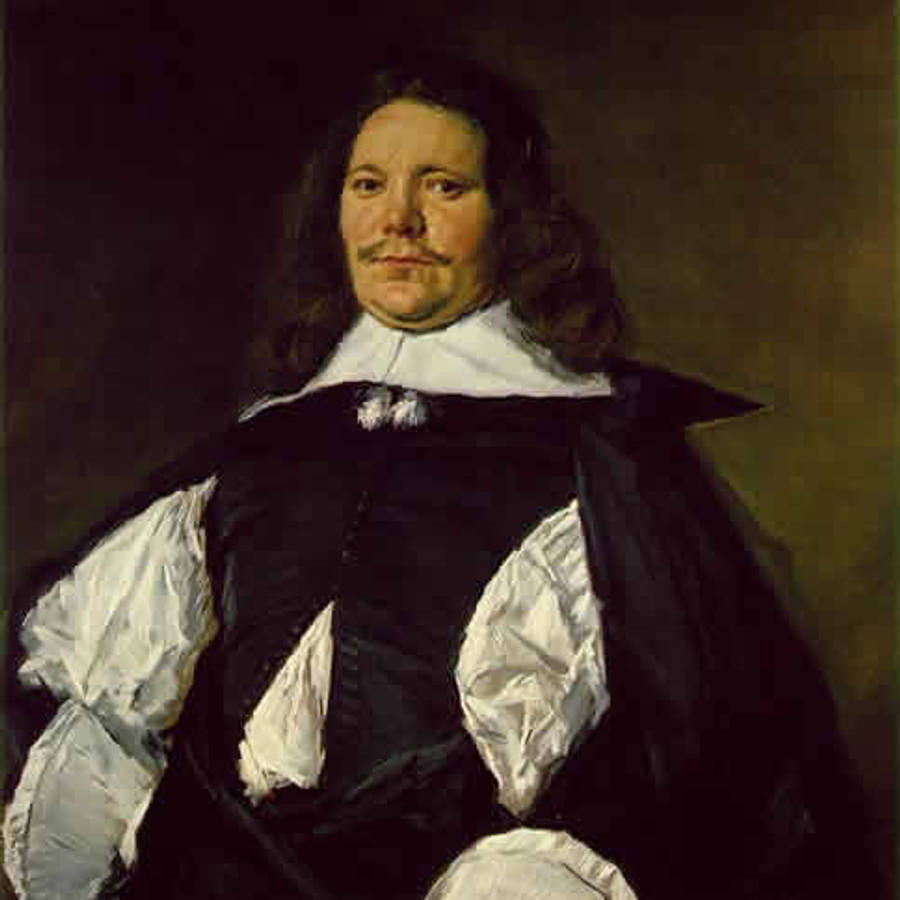
Paolo Lorenzani (o. J.)

Paolo Lorenzani (* 5. Januar 1640 in Rom; † 28. Oktober 1713 ebenda) war ein italienischer Komponist und Kapellmeister.

## Leben
Seine Ausbildung erhielt Lorenzani bei Orazio Benevoli, Kapellmeister der Cappella Giulia im Vatikan, in der Lorenzani von Mai 1651 bis Juli 1655 als Sopranist nachweisbar ist. 1671 wurde er Kapellmeister an der „Chiesa del Gesù“ in Nachfolge von Vincenzo de Grandis und ebenfalls am „Seminario Romano“, bevor er 1678 Rom verließ, um die Kapellmeisterstelle an der Kathedrale von Messina anzutreten.
Im Herbst 1675 wurde Lorenzani Kapellmeister an der Kathedrale von Messina. In dieser Zeit entstanden neben kirchlichen Werken Ballette und Comédies-ballets für den Herzog de Vivonne, dem damaligen Statthalter von Sizilien. Nach dem Rückzug der französischen Truppen aus Sizilien, schloss er sich ihnen an um in Frankreich sein Auskommen zu finden. Der Herzog de Vivonne führte ihn am Hofe ein, wo Ludwig XIV. begeistert eine seiner Motetten hörte und seiner Genugtuung dadurch Ausdruck verlieh, dass er Lorenzani zum „Surindentent“ der Musik der Königin bestellte. 16 Jahre (1678–1694) seines Lebens verbrachte Lorenzani in Paris, hier spielte er, in einer Zeit in der Jean-Baptiste Lully das Musikleben beherrschte, eine wichtige Rolle bei der Verbreitung des italienischen Musikstils.
Trotz der Unterstützung, die er durch Madame de Montespan und einen Neffen von Mazarin sowie durch die Zeitschrift „Le Mercure Galant“ erfuhr, erhielt er nie die Popularität, die es ihm ermöglicht hätte, 1681 gegen den Widerstand von Lully eine seiner Opern am Hof von Fontainebleau aufzuführen. Dennoch gelang es ihm 1684 eine italienische „Serenade“, bei der er die italienische Musik und Michel-Richard Delalande die französische Musik komponiert hatte, zur Aufführung zu bringen.
Intrigen Lullys erklären möglicherweise, dass Lorenzani keinen der vier 1683 ausgeschriebenen Posten als Vizekapellmeister der „Chapelle Royale“ bekleiden konnte. Diese Tatsache und der Tod der Königin markierten den Beginn des Bruchs mit dem Hofe. In Paris fand er eine Anstellung als Kapellmeister des Theatiner Klosters, hier dirigierte er seine Musik in Anwesenheit von italophilen Aristokraten.
Lorenzani, Paolo schrieb ein italienisch Pastorale „Nicandro e Fileno“ (1681). Seine im französischen Stil gehaltene Oper „Orontée“ wurde 1688 durch die „Académie royale“ in Schloss Chantilly aufgeführt. 1693 wurde eine aufwendig gestaltete, dem König gewidmete, Ausgabe von Lorenzanis „Grands Motets“ verlegt.
Lorenzani kehrte 1695 nach Rom zurück um in Nachfolge von Francesco Beretta (1640–1694) die Stelle des Kapellmeisters an der Cappella Giulia am Petersdom zu übernehmen.